# Grootste en kleinste element
In de ordetheorie, een deelgebied van de wiskunde, wordt een element van een deelverzameling {\displaystyle S} van een geordende verzameling (preorde) een grootste element van {\displaystyle S} genoemd, als alle elementen van {\displaystyle S} kleiner zijn dan of equivalent aan dat element. Twee elementen zijn equivalent als ze in de orde dezelfde plaats innemen. Het ene komt niet vóór het andere en het andere niet vóór het ene. Een element van {\displaystyle S} heet een kleinste element van {\displaystyle S} als het kleiner is dan of equivalent aan alle elementen van {\displaystyle S}. Grootste of kleinste elementen bestaan niet in alle gevallen, en als ze bestaan hoeven ze niet eenduidig te zijn. Als in een partiële orde een grootste of kleinste element bestaat, is het uniek en dus het grootste of kleinste element van de deelverzameling. 

## Definitie
Zij {\displaystyle (X,\lesssim )} een verzameling met preorde {\displaystyle \lesssim }, en {\displaystyle S} een deelverzameling van {\displaystyle X}. 
Een element {\displaystyle m\in S} heet een grootste element van {\displaystyle S} als voor alle {\displaystyle s\in S} geldt dat {\displaystyle s\lesssim m}. 
Een element {\displaystyle k\in S} heet een kleinste element van {\displaystyle S} als voor alle {\displaystyle s\in S} geldt dat {\displaystyle k\lesssim s}.

## Eigenschappen
Grootste elementen van {\displaystyle S} zijn onderling equivalent, kleinste ook.
Een grootste element is een maximaal element, een kleinste element is een minimaal element.

## Voorbeelden
Op de complexe getallen is de relatie {\displaystyle z\lesssim z'} als {\displaystyle |z|\leq |z'|} een (totale) preorde. In de deelverzameling {\displaystyle S=\{z\in \mathbb {C} \mid |z|\leq 1\}} zijn alle getallen op de eenheidscirkel grootste elementen van {\displaystyle S}. Er zijn verder geen maximale elementen.
In een partieel geordende verzameling {\displaystyle (M,\leq )} met {\displaystyle M=\{a,b,c\}} en {\displaystyle a\leq b} en {\displaystyle a\leq c} zijn {\displaystyle b} en {\displaystyle c} wel maximale elementen (van heel {\displaystyle M}), want er bestaan geen grotere elementen, maar het zijn geen grootste elementen, want ze zijn niet groter dan alle elementen van {\displaystyle M} (in het bijzonder geldt niet {\displaystyle b\leq c} of {\displaystyle c\leq b}). Aan de andere kant is {\displaystyle a} in dit voorbeeld zowel een minimaal als een kleinste element.
Op de verzameling {\displaystyle M=\{a,b,c\}} van drie elementen is een preorde gedefinieerd door: {\displaystyle a\lesssim b} en {\displaystyle b\lesssim a}, dus {\displaystyle a} en {\displaystyle b} zijn equivalente elementen ({\displaystyle a\sim b}).  Beide zijn met {\displaystyle c} onvergelijkbaar. Dan zijn alle elementen zowel maximaal element als minimaal element, maar zijn er geen grootste of kleinste elementen. 

## Begrensdheid
Een begrensde partieel geordende verzameling is een partieel geordende verzameling die zowel een grootste als een kleinste element heeft.

## Minimum en maximum
De definitie van minimum en maximum heeft betrekking op verzamelingen met een totale orde. De begrippen maximum en minimum komen bij een totale orde overeen met respectievelijk grootste en kleinste element. Van elk is er hoogstens één. Elke niet-lege eindige totaal geordende verzameling heeft een grootste en kleinste element.